# Paulina Dudek
Paulina Dudek, né le 16 juin 1997 à Gorzów Wielkopolski en Pologne, est une footballeuse internationale polonaise, qui évolue au poste de défenseure au Paris Saint-Germain.

## Biographie

### En club
Paulina Dudek grandit à Słubice, une ville située à environ quatre-vingts kilomètres de Gorzów Wielkopolski, sa ville natale. Ainsi, elle joue d'abord au Polonia Słubice (en) avant de déménager à Gorzów et d'évoluer au Stilon Gorzów (en). Elle rejoint en 2014 le Medyk Konin, club phare féminin de Pologne. Avec ce club, elle évolue au milieu de terrain et remporte à trois reprises le championnat polonais ainsi que trois coupes nationales. Elle dispute également ses premiers matchs de Ligue des champions.
Lors du mercato hivernal 2018, elle rejoint le Paris Saint-Germain pour deux ans et demi. Avec le PSG, elle est replacée en défense centrale et remporte lors sa première saison la Coupe de France, mais ne dispute pas la finale. En difficulté physiquement lors des premiers mois, elle s'impose à partir de la saison suivante comme élément indispensable de la défense centrale parisienne, aux côtés d'Irene Paredes. Ainsi, en mai 2020, elle prolonge son contrat jusqu'en 2022. En septembre 2022, elle est victime d'une rupture du ligament croisé antérieur du genou droit qui la prive de la suite de la saison.

### En sélection
Faisant partie des sélections polonaises U17 puis U19, elle devient en 2013 championne d'Europe des moins de 17 ans.
Elle fait ses débuts dans l'équipe nationale A le 8 mai 2014 dans un match contre les îles Féroé, dans le cadre des qualifications pour la Coupe du monde 2015 au Canada. Elle dispute par la suite les qualifications pour l'Euro 2017, la Coupe du monde 2019 et l'Euro 2022. Elle participe également à l'Algarve Cup 2019.

## Palmarès

### En club
Medyk Konin
- Championnat de Pologne (3)
  - Championne en 2015, 2016 et 2017.

- Coupe de Pologne (3)
  - Vainqueur en 2015, 2016 et 2017.

 Paris Saint-Germain
- Championnat de France (1)
  - Championne en 2021.
  - Vice-championne en 2018, 2019 et 2020.

- Coupe de France (2)
  - Vainqueur en 2018 et 2022.
  - Finaliste en 2020.

- Trophée des championnes
  - Défaite en 2019.

### En sélection
- Pologne -17 ans
  -  Championne d'Europe U17 en 2013.

### Distinctions individuelles
- Nommée dans l'équipe type de Division 1 aux Trophées UNFP du football 2022[10]

## Statistiques

### En club
| Saison                | Club                  | Championnat           | Championnat | Championnat | Coupe(s) nationale(s) | Coupe(s) nationale(s) | Supercoupe | Supercoupe | Compétition(s) continentale(s) | Compétition(s) continentale(s) | Compétition(s) continentale(s) | Total | Total |
| Saison                | Club                  | Division              | M.          | B.          | M.                    | B.                    | M.         | B.         | Comp.                          | M.                             | B.                             | M.    | B.    |
| 2014-2015             | Medyk Konin           | Ekstraliga            | 11          | 2           |                       |                       | -          | -          | C1                             | 3                              | 1                              | 14    | 3     |
| 2015-2016             | Medyk Konin           | Ekstraliga            | 21          | 5           |                       |                       | -          | -          | C1                             | 5                              | 1                              | 26    | 6     |
| 2016-2017             | Medyk Konin           | Ekstraliga            | 25          | 20          |                       |                       | -          | -          | C1                             | 5                              | 1                              | 30    | 21    |
| 2017-2018             | Medyk Konin           | Ekstraliga            | 12          | 7           |                       |                       | -          | -          | C1                             | 5                              | 1                              | 17    | 8     |
| Sous-total            | Sous-total            | Sous-total            | 69          | 34          |                       |                       | -          | -          | -                              | 18                             | 4                              | 87    | 38    |
| 2017-2018             | Paris Saint-Germain   | Division 1            | 3           | 0           | 2                     | 0                     | -          | -          | -                              | -                              | -                              | 5     | 0     |
| 2018-2019             | Paris Saint-Germain   | Division 1            | 16          | 1           | 2                     | 1                     | -          | -          | C1                             | 3                              | 1                              | 21    | 3     |
| 2019-2020             | Paris Saint-Germain   | Division 1            | 15          | 1           | 4                     | 0                     | 1          | 0          | C1                             | 3                              | 1                              | 23    | 2     |
| 2020-2021             | Paris Saint-Germain   | Division 1            | 17          | 1           | 1                     | 0                     | -          | -          | C1                             | 7                              | 0                              | 25    | 1     |
| 2021-2022             | Paris Saint-Germain   | Division 1            | 20          | 3           | 4                     | 1                     | -          | -          | C1                             | 9                              | 2                              | 33    | 6     |
| 2020-2021             | Paris Saint-Germain   | Division 1            | 2           | 0           | 0                     | 0                     | 1          | 0          | C1                             | 1                              | 0                              | 4     | 0     |
| Sous-total            | Sous-total            | Sous-total            | 73          | 6           | 13                    | 2                     | 2          | 0          | -                              | 23                             | 4                              | 111   | 12    |
| Total sur la carrière | Total sur la carrière | Total sur la carrière | 142         | 40          | 13                    | 2                     | 2          | 0          | -                              | 41                             | 8                              | 198   | 50    |

### En sélection
Mis à jour au 13 juin 2023.
| Pologne | Pologne | Pologne |
| Année   | Caps    | Buts    |
| ------- | ------- | ------- |
| 2014    | 7       | 0       |
| 2015    | 2       | 0       |
| 2016    | 5       | 0       |
| 2017    | 8       | 2       |
| 2018    | 5       | 0       |
| 2019    | 3       | 1       |
| 2020    | 6       | 1       |
| 2021    | 8       | 1       |
| 2022    | 6       | 2       |
| Total   | 50      | 7       |

## Vie privée
Les parents de Paulina Dudek étaient des athlètes. Son père a joué au volley-ball en deuxième division, tandis que sa mère a également joué à ce sport. Paulina a deux sœurs : Justyna, douée musicalement, et Asia, jumelle de Paulina. Joanna Dudek était footballeuse et a joué en Ekstraliga.